# Головна воша
Головна воша (лат. Pediculus humanus capitis) — одна з двох форм, або морфотипів людської воші. Середовище проживання — волосяний покрив голови людини (вуса, борода, волосся), звідки і назва. Ніжки головної воші підходять до проживання на волоссі круглого перерізу. На волоссі нижньої частини тіла, що має трикутний перетин, мешкає інший вид — лобкова воша. Від іншого морфотипу — платтяної (натільної) воші — головна воша відрізняється більш сірим кольором і коротшим тулубом. Після поглинання свіжої крові колір тіла змінюється на червоний чи пурпуровий. Довжина дорослого самця 2-3 мм, самки досягають довжини 4 мм. Доросла самка живе близько місяця і відкладає п'ять яєць на добу. Яйця, або гниди, фіксуються біля основи волосся і дозрівають протягом 7-10 днів. Після того, як молода воша вийде з яйця, воно порожнє залишається висіти на волосині. Для статевого дозрівання молодої особи потрібно близько 6-10 днів.
На відміну від платтяної воші, головна менш небезпечна для людини, вона не є переносником таких захворювань, як висипний тиф. Однак, свербіж, що з'являється в результаті попадання слини в ранки, призводить до подразнень (педикульоз) і підвищується ймовірність попадання інфекцій через пошкоджені ділянки шкіри голови.

## Перетворення морфотипів
Дослідження показали, що обидві форми — головна і платтяна воші — представляють різні морфотипи одного і того ж виду, що розділилися не більше 72 ± 42 тис. років тому. У природі вони не схрещуються навіть при змішаних інвазіях, але в лабораторних умовах дають плідне потомство. Більше того, один морфотип може досить швидко перетворюватися на інший і назад. Так, якщо головну вошу утримувати на тілі, через кілька поколінь її потомство починає набувати ознак платтяної воші, і навпаки.
Уточнення таксономічного статусу головної та платтяної вошей вимагає проведення подальших досліджень.

## Температурний режим
Визначальним чинником формування морфотипу вошей є температура середовища. Так, покоління головної воші розвиваються і найкомфортніше почуваються при температурі близько +28 °C, що є нормою для волосистої частини голови. При зниженні температури навколишнього середовища до +22 °C процеси життєдіяльності головної воші різко уповільнюються. При температурі нижче +12 ° C яйцекладка повністю припиняється, при зниженні температури тіла до +10 ° C і менше (що відбувається при охолодженні трупа) воші починають розповзатися в пошуках свіжої крові, бо не можуть прожити без харчування більше 2-3 днів. При підвищенні температури до +35 ° C розвиток вошей уповільнюється, при температурі понад +44 ° C вони швидко гинуть.

## Галерея

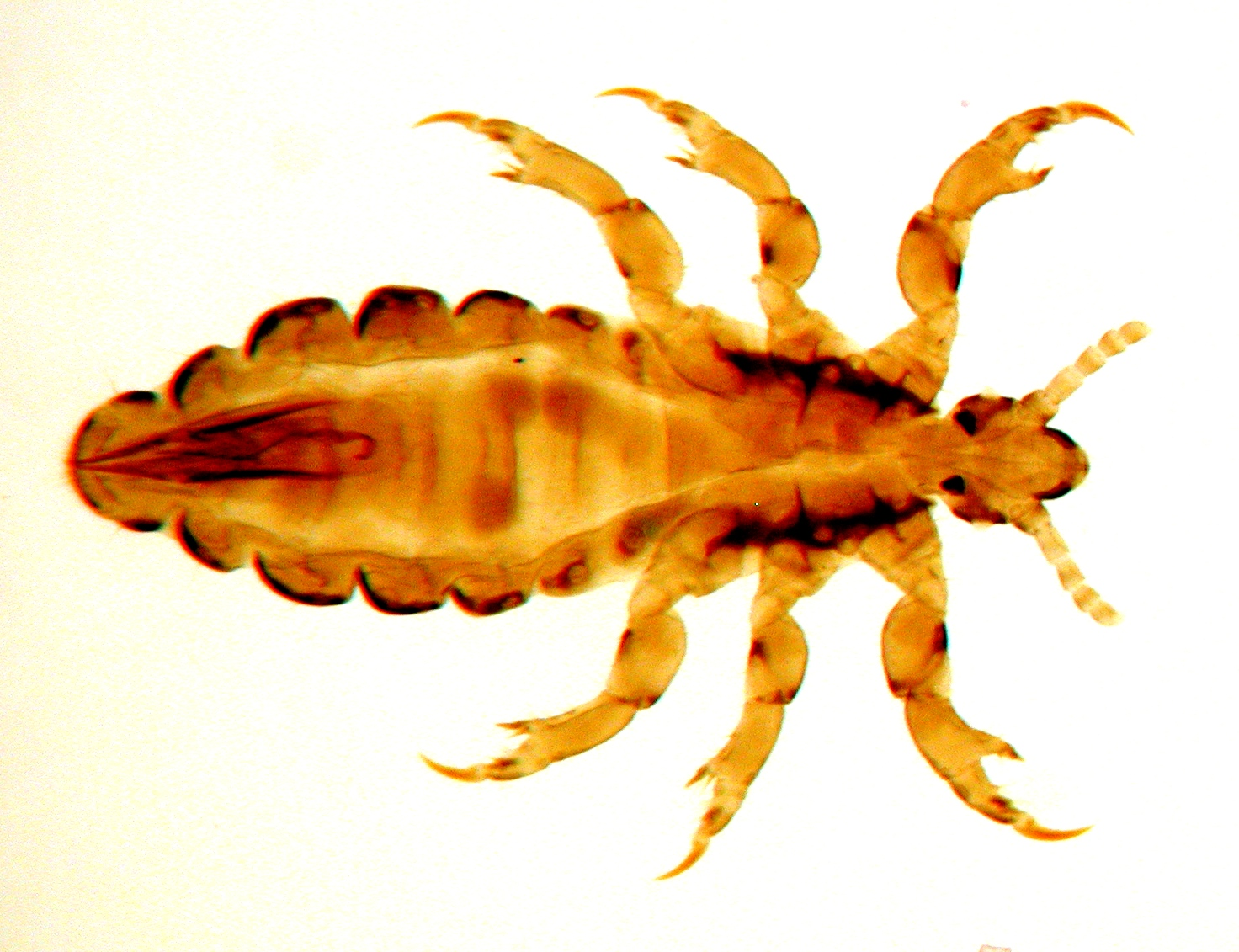
Самець
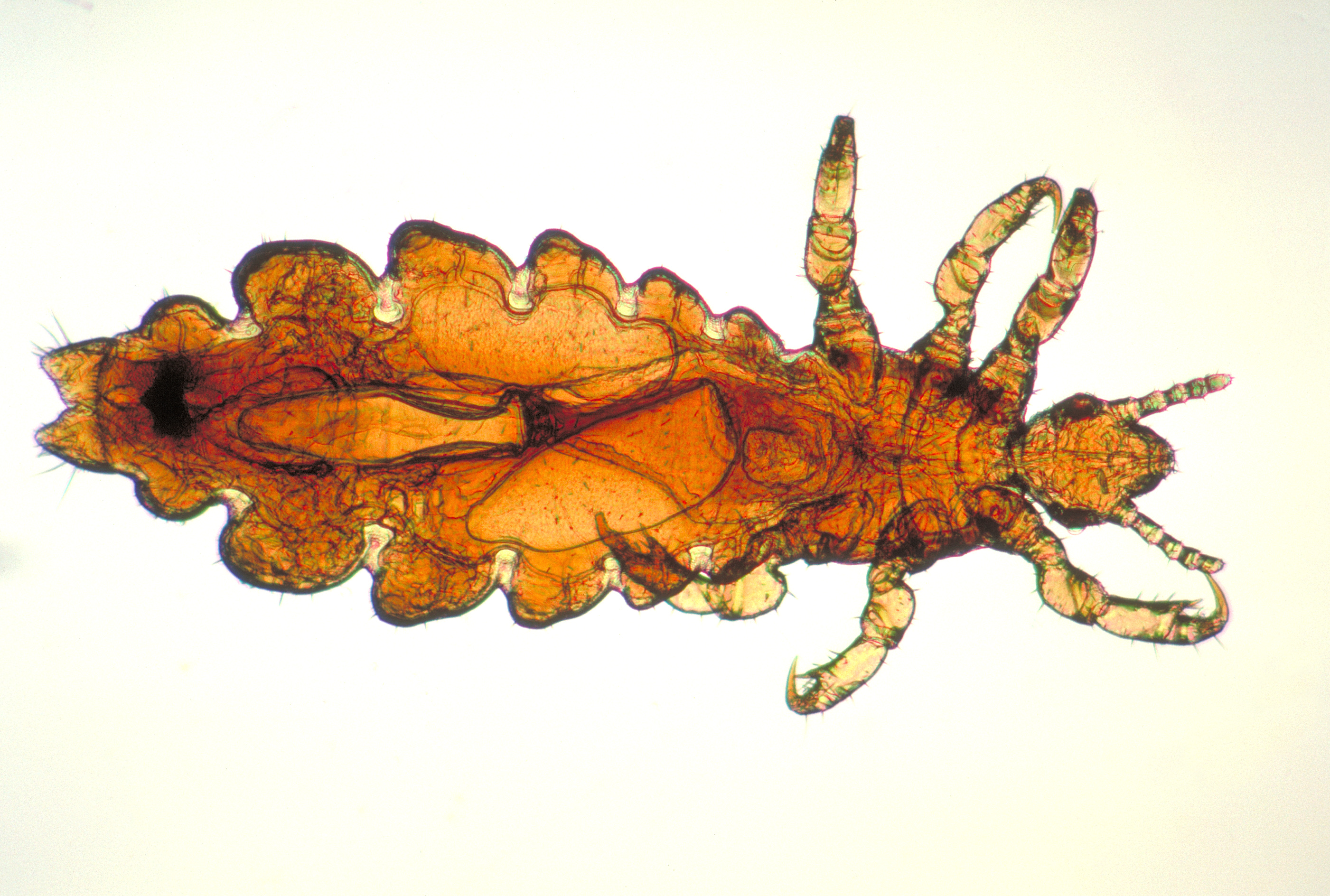
Самка
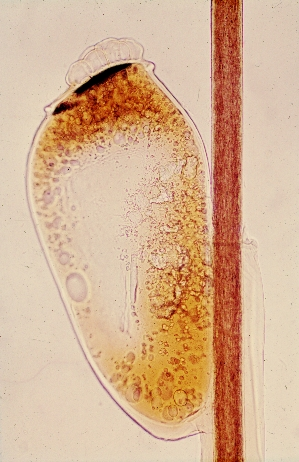
Гнида воші
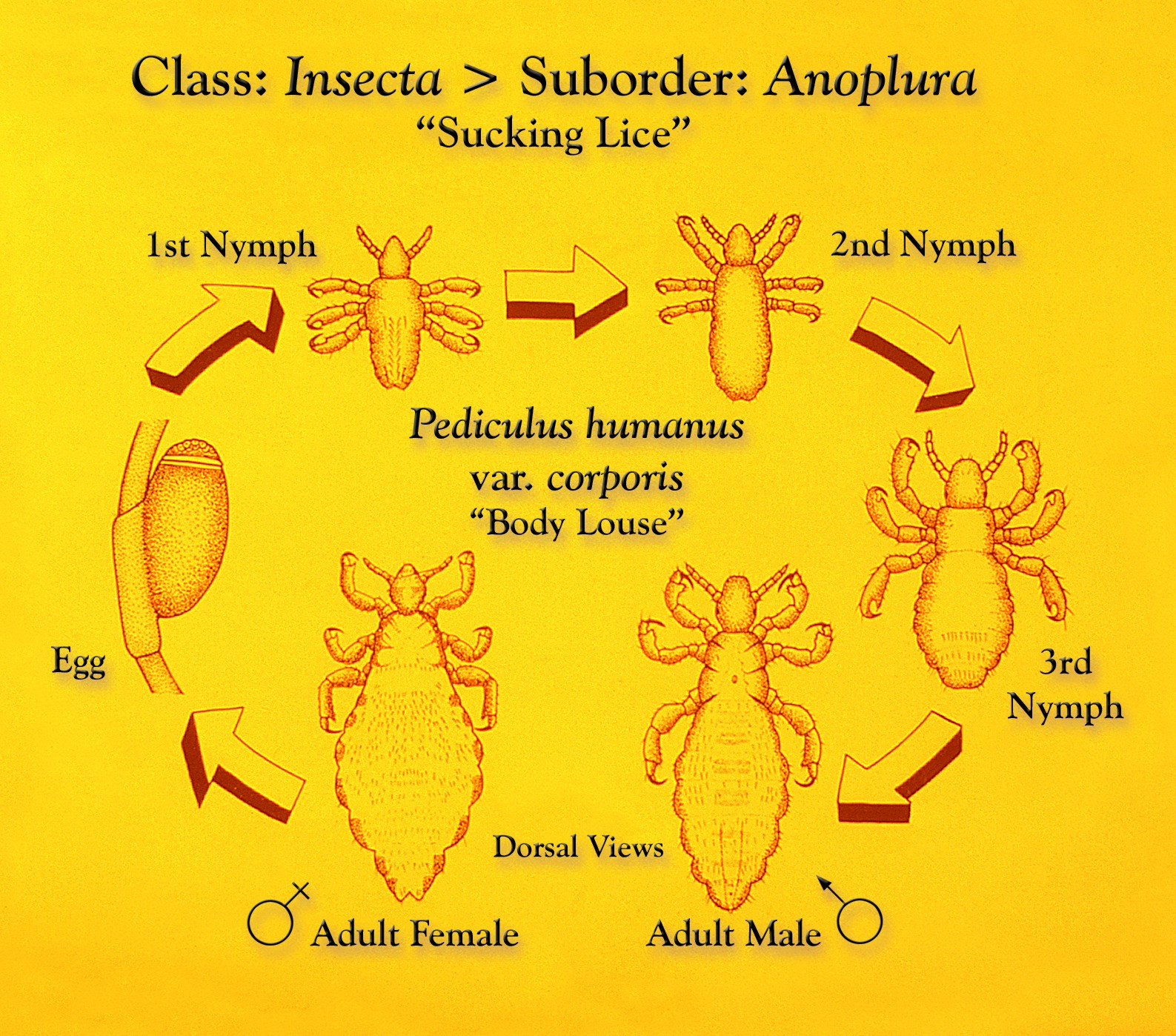
Життєвий цикл головної воші